# Katarina Lavtar
Katarina Lavtar (* 23. März 1988) ist eine slowenische Skirennläuferin.

## Werdegang
Lavtar bestritt ab dem Winter 2003/04 erste FIS-Rennen. Im April 2009 wurde sie slowenische Juniorenmeisterin im Riesenslalom. Seit der Saison 2007/08 geht sie regelmäßig im Europacup an den Start und spezialisierte sich dort auf die technischen Disziplinen Slalom und Riesenslalom. Beste Platzierung war im März 2013 ein siebter Platz beim Riesenslalom von Andalo Paganella.
Im März 2009 bestritt sie in Ofterschwang ihr erstes Weltcuprennen. Es dauerte viereinhalb Jahre, bis sie beim Weltcupauftakt 2013 in Sölden mit Platz 29 ihre ersten Weltcuppunkte einfuhr. 2013 war sie Mitglied der slowenischen Nationalmannschaft bei den Alpinen Skiweltmeisterschaften in Schladming und erreichte im Slalom Rang 27.

## Erfolge

### Olympische Spiele
- Sotschi 2014: 20. Riesenslalom

### Weltmeisterschaften
- Schladming 2013: 27. Slalom
- Vail/Beaver Creek 2015: 21. Riesenslalom, 29. Slalom

### Weltcup
- 2 Platzierungen unter den besten 20

### Europacup
- 6 Platzierungen unter den besten zehn

### Weitere Erfolge
- 2 slowenische Meistertitel: Super-Kombination 2009, Riesenslalom 2013
- 10 Siege in FIS-Rennen